# Сопатер Пафоски
Сопатар Пафоски (Грчки: Σώπατρος ὁ Πάφιος) био је пародиста и драматург из 3. века пре нове ере.
Атенеј извештава о његовом животу у Deipnosophistae. Према Атенеју, Сопатер је живео у време Александра Великог, и „још је био жив у време владавине другог египатског краља“. Након што је Птолемеј II Филаделф (308-246 пре нове ере) наследио свог оца на престолу Египта 283/2 године пре нове ере, и с обзиром на то да је дело Сопатера вероватно настало после победе Птолемеја II против Гала 270. пре Христа и помиње се на њега, научници живот Сопатера датирају у последњих тридесет година 4. и прву половину 3. века пре нове ере. Верује се да је значајан део свог живота провео у Александрији.
Неколико Сопатерових дела познато нам је преко Атенејевих Deipnosophistae а то су: Bacchus, Eubulotheombrutus, Pylaeus и Phacis, који су описани у античком извору као драме. Други извори, попут византијске енциклопедије Суде из 10. века, броје укупно девет дела: Hippolytus, Physiologus, Silpho, Cnidia, Nekia, Pylaeus, Orestes, Phacis и Bacchus.
Атенеј га описује као пародисту и псаликографа, док је у енциклопедији Суди описан као комичар.